# Rempoah
Rempoah is een plaats en bestuurslaag (kelurahan) in het onderdistrict (kecamatan) Baturraden in het regentschap Banyumas van de provincie Midden-Java, Indonesië. Rempoah telt 7.109 inwoners (volkstelling 2010).